# AZS Zakopane
Akademicki Związek Sportowy Zakopane (auch AZS AWF Kraków Zakopane) ist ein polnischer Sportverein, der 1949 in Zakopane gegründet wurde. Der Verein hat Abteilungen in den Wintersportarten Skispringen, Ski Alpin, Snowboarding, Langlauf, Eishockey, Nordische Kombination und Eisschnelllauf. Der Sportclub gehört regelmäßig zu den besten des Landes und konnte sich dabei unter anderem in der Saison 2008/09 als bester polnischer Skiverein bezeichnen. Am erfolgreichsten ist AZS in den Disziplinen Skispringen und Ski alpin.
Nachdem sich der Verein Start Krokiew Zakopane (bis 2003 SKS Start Zakopane) 2010 aufgelöst hatte, übernahm AZS alle Athleten.

## Bekannte Sportler des Vereins
Im Laufe der Jahre hat der Verein einige erfolgreiche Sportlerinnen und Sportler, darunter Olympiasieger, hervorgebracht.

### Skispringen
- Janusz Fortecki (1932–2020)
- Roman Gąsienica-Sieczka (1934–2006)
- Józef Gąsienica-Bryjak (1937–2002)
- Kazimierz Długopolski (* 1950)
- Kamil Stoch (* 1987)
- Krzysztof Miętus (* 1991)
- Andrzej Zapotoczny (* 1991)
- Maciej Kot (* 1991)
- Grzegorz Miętus (* 1993)
- Andrzej Stękała (* 1995)
- Krzysztof Leja (* 1996)
- Joanna Szwab (* 1997)

### Nordische Kombination
- Wojciech Marusarz (* 1993)

### Ski Alpin
- Stefan Dziedzic (1927–2006)
- Maciej Gąsienica Ciaptak (* 1954)
- Michał Kłusak (* 1990)

### Snowboarding
- Maciej Jodko (* 1982)
- Karolina Sztokfisz (* 1989)
- Weronika Biela (* 1991)
- Oskar Kwiatkowski (* 1996)

### Eisschnelllauf
- Katarzyna Bachleda-Curuś (* 1980)
- Konrad Niedźwiedzki (* 1985)
- Sebastian Druszkiewicz (* 1986)
- Luiza Złotkowska (* 1986)

## Erfolge

### Skispringen
Bei Teamspringen war AZS Zakopane bisher neunmal erfolgreich. Fünf Meistertitel gelangen dem Verein dabei im Sommer.
| Polnische Meisterschaften (Teamspringen) | Polnische Meisterschaften (Teamspringen) | Polnische Meisterschaften (Teamspringen) | Polnische Meisterschaften (Teamspringen) |
| ---------------------------------------- | ---------------------------------------- | ---------------------------------------- | ---------------------------------------- |
| Gold                                     | 2010 Szczyrk (Sommer)                    | Gold von der Normalschanze               |                                          |
| Bronze                                   | 2011 Szczyrk                             | Bronze von der Normalschanze             |                                          |
| Gold                                     | 2012 Zakopane                            | Gold von der Großschanze                 |                                          |
| Gold                                     | 2013 Wisła                               | Gold von der Großschanze                 |                                          |
| Gold                                     | 2014 Wisła (Sommer)                      | Gold von der Großschanze                 |                                          |
| Gold                                     | 2015 Zakopane                            | Gold von der Großschanze                 |                                          |
| Gold                                     | 2015 Szczyrk (Sommer)                    | Gold von der Normalschanze               |                                          |
| Gold                                     | 2016 Wisła                               | Gold von der Großschanze                 |                                          |
| Gold                                     | 2016 Wisła (Sommer)                      | Gold von der Großschanze                 |                                          |
| Gold                                     | 2019 Szczyrk (Sommer)                    | Gold von der Normalschanze               |                                          |
| Silber                                   | 2020 Szczyrk (Sommer)                    | Silber von der Normalschanze             |                                          |
| Bronze                                   | 2021 Zakopane (Sommer)                   | Bronze von der Normalschanze             |                                          |
| Bronze                                   | 2022 Zakopane (Sommer)                   | Bronze von der Normalschanze             |                                          |